# 勞爾河
50°18′0.6″N 10°10′58″E / 50.300167°N 10.18278°E

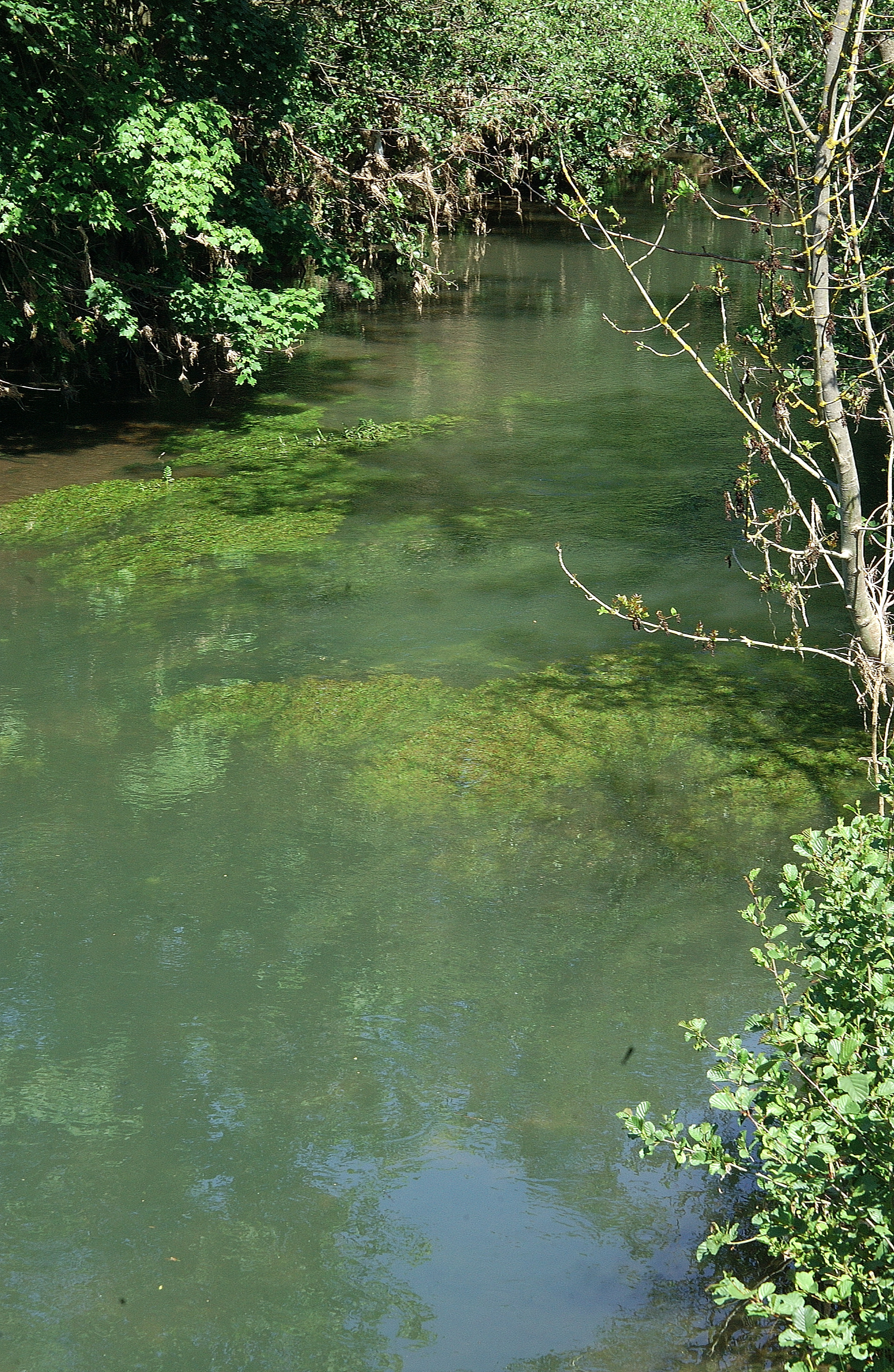

勞爾河是德國的河流，位於該國東南部，由巴伐利亞負責管轄，屬於法蘭克尼亞薩勒河的支流，河道全長30公里，流域面積296平方公里，河口處在下勞爾附近。